# Pogogyne clareana
Pogogyne clareana är en kransblommig växtart som beskrevs av John Thomas Howell. Pogogyne clareana ingår i släktet Pogogyne och familjen kransblommiga växter. Inga underarter finns listade i Catalogue of Life.